# Parhyale basrensis
Parhyale basrensis is een vlokreeftensoort uit de familie van de Hyalidae. De wetenschappelijke naam van de soort is voor het eerst geldig gepubliceerd in 1986 door Salman.